# Prototipus de carrers del Rost
El Prototipus de carrers del Rost és una tipologia d'obra d'Alella (Maresme) inclosa a l'Inventari del Patrimoni Arquitectònic de Catalunya.

## Descripció
Element urbà. El barri del Rost deu el seu nom a la inclinació dels carrers. Es tracta d'un nucli de població molt característic, gairebé exclusivament per als vianants, degut fonamentalment a la poca amplada dels carrers, als pendents, rampes i escales, que han de salvar els forts desnivells. Aquest conjunt de carrers se situa pràcticament al centre del nucli urbà, a la dreta de la carretera del Masnou a Granollers. Pràcticament no hi ha cap construcció nova, i les seves cases són de les més antigues del poble -sense tenir en compte els masos aïllats-. Algunes cases presenten el seu pati frontal a l'altra banda del carrer.